# 12873 Clausewitz
A 12873 Clausewitz (ideiglenes jelöléssel 1998 OU7) a Naprendszer kisbolygóövében található aszteroida. Eric Walter Elst fedezte fel 1998. július 26-án.